# 沃克·布勒
沃克·安東尼·布勒（英語：Walker Anthony Buehler，1994年7月28日—），為美國職棒大聯盟的投手，目前效力於波士頓紅襪。2015年美國職棒大聯盟選秀，道奇隊在第一輪24順位選進布勒。

## 職業生涯

### 小聯盟
2015年美國職棒大聯盟選秀，布勒在第一輪24順位被道奇隊選走，他也在7月17日以178萬美元與球隊簽約。結果才完成簽約沒多久，布勒就去動尺骨附屬韌帶重建術（TJ手術）。2016年8月23日，布勒終於在小聯盟出賽。他面對6位打者送出3次三振，而他也在球季結束前升上1A。
2017年球季初，布勒升上高階1A。這一年他進步神速，他只先發5場比賽就升上2A，接著又在球季中升上3A。後來道奇在9月擴編名單將布勒升上大聯盟，他也獲選為道奇隊的小聯盟年度最佳投手。

### 2017年
9月6日，布勒進入道奇隊的擴編名單。9月7日，他在初登板面對洛磯隊投了2局無失分。9月21日，布勒拿下大聯盟首勝。該年他出賽8場比賽，投了9.1局送出12次三振與8次保送，防禦率7.71。

### 2018年
4月23日，布勒完成大聯盟首場先發，他先發5局未失分。5月4日，布勒先發6局，送出8次三振且未被擊出任何安打。後面的三位投手也都順利未被敲出安打，最後道奇隊以四名投手完成隊史首次的聯合無安打比賽。6月21日，布勒因為肋骨受傷而進入傷兵名單。
7月13日，傷癒回歸的布勒先發被天使隊的Kole Calhoun敲出了2支陽春砲。8月22日，布勒送出生涯單場新高的9次三振。9月19日，他將個人紀錄推高至12次三振。
10月1日，道奇與洛磯進行國聯西區的系列加賽。布勒也成為道奇隊的先發投手，他主投6.2局僅被敲出1支安打，而且完全沒讓洛磯打者上到二壘。他也在這場比賽中打回一分打點，最後道奇以5比2拿下國聯西區冠軍。該年他拿下8勝5敗，防禦率2.62，並送出151次三振。2018年世界大賽第三場，布勒面對紅襪先發7局無失分。最後道奇也在這場比賽拿下系列賽的唯一一勝。
布勒在這年的國聯新人王票選中拿下第三名，僅次於勇士隊的小羅納德·阿庫尼亞和國民隊的胡安·索托。

### 2019年
4月11日，布勒敲出大聯盟生涯首轟。6月21日，布勒面對洛磯隊投出生涯首場完投。他在這場比賽送出16次三振，而且沒有任何保送，成為隊史首位達成單場至少15K且無保送的投手。這一年布勒也首度入選明星賽，他在明星賽投了1局失1分。8月3日，布勒又再次達成完投勝，他一樣投出15次三振且沒有投出保送。該年他先發30場比賽，拿下14勝4敗，防禦率3.26，送出215次三振。
2019年國家聯盟分區賽，布勒在第一場比賽先發。他主投6局僅被敲出1支安打無失分，送出8次三振拿下勝投。

## 個人生活
布勒非常喜歡看1986年的美國電影《蹺課天才》，由於片中男主角的名字叫做Ferris Bueller，因此布勒也有了「Ferris」這個綽號。布勒也在2018年的球員週採用Ferris作為球員背號，2019年球員週，布勒改用Buetane（丁烷諧音，Butane，寓意速球見稱的火球男）作為球員背號。

## 外部連結
- 球員資訊和成績在MLB ，ESPN ，Retrosheet ，Baseball Reference ，Baseball Reference (Minors) ，Fangraphs ，The Baseball Cube （英文）
- 沃克·布勒的X（前Twitter）

| 奖项与成就         | 奖项与成就                                                             | 奖项与成就             |
| ------------------ | ---------------------------------------------------------------------- | ---------------------- |
| 前任： 尚恩·馬奈亞 | 無安打比賽 2018年5月4日 (和Tony Cingrani、Yimi García&Adam Liberatore) | 繼任： 詹姆斯·帕克斯頓 |